# The Dark Order
 The Dark Order é um grupo de wrestling profissional, que atualmente está na All Elite Wrestling (AEW). Liderado pelo "The Exalted One" Mr. Brodie Lee, o grupo é composto por Evil Uno, Stu Grayson, John Silver, Alex Reynolds, Colt Cabana, Anna Jay, um porta-voz anônimo, bem como vários lutadores sob o pseudônimo de números. O grupo foi liderado pelo "The Exalted One" Mr. Brodie Lee até sua morte em 26 de dezembro de 2020.

## Antes
Uno e Grayson anteriormente se uniram como Super Smash Brothers, e eram conhecidos principalmente por seu trabalho na Chikara e Pro Wrestling Guerrilla (PWG). Reynolds e Silver se uniram anteriormente como Beaver Boys, e eram conhecidos por seu trabalho na Combat Zone Wrestling (CZW). Ambas as equipes venceram o PWG World Tag Team Championship .
No final de um episódio de Being The Elite, The Young Bucks fizeram um teaser da contratação dos Super Smash Brothers.

## Carreira profissional no wrestling

### All Elite Wrestling (2019 - presente)
Em 25 de maio de 2019, no Double or Nothing, Uno e Grayson  fizeram sua estreia surpresa como The Dark Order. Depois que os Best Friends (Chuck Taylor e Trent) derrotaram Angélico e Jack Evans, Uno e Grayson apareceram no ringue depois que as luzes se apagaram e atacaram todos ao lado de seus capangas mascarados (chamados de "creepers"). Em 13 de julho, no Fight for the Fallen, eles fizeram sua estreia no ringue da AEW em uma luta Three-Way de duplas derrotando Angélico, Evans e Jurassic Express (Jungle Boy e Luchasaurus), avançando para o All Out por uma oportunidade de avançar direto a segunda fase no torneio pelo AEW World Tag Team Championship. Em 31 de agosto, no All Out, eles derrotaram os Best Friends para avançar direto a segunda fase no torneio pelo AEW World Tag Team Championship. Eles não tiveram sucesso no torneio, perdendo para os eventuais vencedores, SoCal Uncensored, no episódio de 23 de outubro do Dynamite.
Em 20 de novembro, a primeira de uma série de vinhetas da Dark Order começou a ser exibida e, ao fazê-lo, apresentou o porta-voz do grupo, que se comunicou com Alex Reynolds pela televisão de um hotel. Então, John Silver e Alex Reynolds se juntaram à Dark Order. No episódio de 1 de janeiro de 2020 do Dynamite, o The Exalted One foi então revelado como o misterioso líder da Dark Order.
A primeira rivalidade estável foi com SoCal Uncensored quando a Dark Order tentou recrutar Christopher Daniels após sua derrota para Sammy Guevara. Durante as semanas seguintes, a Dark Order enfrentou Socal Uncensored incluindo uma vitória no Revolution, onde Uno e Grayson derrotaram Kazarian e Sky em uma luta de duplas. No episódio de 18 de março de 2020 do Dynamite, Brodie Lee fez sua estreia na AEW e foi revelado como o The Exalted One e o líder da Dark Order, atacando Daniels e Kazarian. Então, Lee teria vários squashes contra outros lutadores. Além disso, em 22 de abril de 2020 no episódio do Dynamite, Preston Vance se juntou ao grupo sob o apelido 10. Em 5 de junho, foi revelado que Alan Angels havia sido recrutado como um novo membro da Dark Order sob o apelido de 5. Mais tarde, ele estrearia no episódio de 9 de junho de 2020 do AEW Dark.
Em maio, Colt Cabana começou uma seqüência de derrotas enquanto Brodie Lee tentava recrutá-lo para a Dark Order. No episódio de 10 de junho do Dynamite, depois que Cabana perdeu para Sammy Guevara, Lee saiu para ajudar Cabana a se levantar e mais uma vez oferecer a ele um lugar na Dark Order. Mais tarde naquela noite, Cabana foi visto entrando no escritório de Lee. Na semana seguinte, Cabana recebeu um envelope de Lee que informava que eles enfrentariam  Joey Janela e Sonny Kiss. Ao mesmo tempo, Brodie Lee estendeu a mão para Anna Jay após sua derrota para Abadon. Cabana e Lee derrotariam Janela e Kiss depois que Cabana conseguir o pin em Janela. Nas semanas seguintes, Cabana começaria uma sequência de vitórias se unindo aos membros da Dark Order enquanto era lentamente recrutado para o grupo ao longo do tempo. Anna Jay mais tarde faria sua primeira aparição ao lado da Dark Order no episódio de 29 de julho do Dynamite. Na edição de 22 de agosto do Dynamite , Brodie Lee derrotou Cody pelo AEW TNT Championship e mais tarde lhe devolveu os pedaços quebrados do protótipo do título da TNT. No episódio seguinte do Dynamite , após uma celebração da vitória, a Dark Order ofereceu um convite a Tay Conti para se juntar ao grupo. No All Out em 5 de setembro, Lee, Cabana, Evil Uno e Grayson foram derrotados por Matt Cardona, Scorpio Sky, Dustin Rhodes e QT Marshall em uma luta de quartetos. Lee perdeu o TNT Championship de volta para Cody no episódio de 7 de outubro do Dynamite. A Dark Order então começou a tentar recrutar mais membros, incluindo Adam Page.
Brodie Lee faleceu de uma infecção pulmonar em 26 de dezembro de 2020.

### Circuito independente (2019)
Após o Double or Nothing, Uno e Grayson foram contratados para alguns shows independentes, geralmente contra lutadores contratados pela AEW, antes da estreia do Dynamite em outubro de 2019. Isso começou na Pro Wrestling Guerilla 's Sixteen, no dia 26 de julho, marcando sua primeira aparição na empresa desde 2013, quando eram conhecidos como Super Smash Brothers. Eles derrotaram os Best Friends (Chuck Taylor e Trent) por desqualificação, quando Trent acertou um golpe baixo em retaliação à Dark Order, fazendo o mesmo quando o árbitro estava caído. Em 7 de agosto, em um show da Oriental Wrestling Entertainment (OWE) em Toronto, eles derrotaram Strong Hearts (El Lindaman e T-Hawk). No dia seguinte, eles compareceram a um show da Progress Wrestling na mesma cidade, mas foram derrotados pelo Aussie Open (Kyle Fletcher e Mark Davis), em uma luta Three-Way, envolvendo também The Butcher e The Blade (Andy Williams e Pepper Parks).

## Membros
| * | Membro(s) fundador(es) |
| L | Líder                  |

### Membros atuais
| Membro             | Membro | Entrada                | Ref (s) |
| ------------------ | ------ | ---------------------- | ------- |
| Evil Uno (1)       | *      | 25 de maio de 2019     |         |
| Stu Grayson (2)    | *      | 25 de maio de 2019     |         |
| Alex Reynolds (3)  |        | 18 de dezembro de 2019 |         |
| John Silver (4)    |        | 18 de dezembro de 2019 |         |
| 10 (Preston Vance) |        | 22 de abril de 2020    | [ 32 ]  |
| 5 (Alan Angels)    |        | 5 de junho de 2020     | [ 33 ]  |
| Colt Cabana        |        | 24 de junho de 2020    |         |
| Anna jay           |        | 29 de julho de 2020    |         |

### Ex-membros
| Membro         | Membro | Entrada             | Saída                  |
| -------------- | ------ | ------------------- | ---------------------- |
| Mr. Brodie Lee | L      | 18 de março de 2020 | 26 de dezembro de 2020 |

### Membros Part-time
| Membro             | Entrada                | Última Aparição      | Ref (s) |
| ------------------ | ---------------------- | -------------------- | ------- |
| "Creepers"         | 25 de maio de 2019     | 27 de agosto de 2020 |         |
| Porta-voz sem nome | 20 de novembro de 2019 | 3 de junho de 2020   |         |
| 8                  | 1 de abril de 2020     | 1 de abril de 2020   | [ 34 ]  |
| 9                  | 1 de abril de 2020     | 5 de agosto de 2020  | [ 34 ]  |

### Linha do tempo
Em  10 de maio de 2025. 

## Subgrupos
| Nome              | Membros                   | Período       | Tipo  |
| ----------------- | ------------------------- | ------------- | ----- |
| Uno e Grayson     | Evil Uno Stu Grayson      | 2019–presente | Dupla |
| Reynolds e Silver | Alex Reynolds John Silver | 2019–presente | Dupla |
| Vance e Angels    | Preston Vance Alan Angels | 2020–presente | Dupla |

## Títulos e prêmios
- All Elite Wrestling
  - AEW TNT Championship (1 vez) - Mr. Brodie Lee[35]
- Pro Wrestling Illustrated
  - A PWI classificou Cabana na posição 115 entre 500 melhores lutadores individuais da PWI 500 em 2020[36]
  - A PWI classificou Grayson na posição 228 entre 500 melhores lutadores individuais da PWI 500 em 2020[36]
  - A PWI classificou Uno na posição 232 entre 500 melhores lutadores individuais da PWI 500 em 2020[36]
  - A PWI classificou Silver na posição 306 entre 500 melhores lutadores individuais da PWI 500 em 2020[36]
  - A PWI classificou Reynolds na posição 312 entre 500 melhores lutadores individuais da PWI 500 em 2020[36]
  - A PWI classificou Vance na posição 461 entre 500 melhores lutadores individuais da PWI 500 em 2020[36]
  - A PWI classificou Angels na posição 492 entre 500 melhores lutadores individuais da PWI 500 em 2020[36]